# 濱川路己
濱川路己（日语：／ Hamagawa Roi，2006年1月3日—）是出身於沖繩縣的日本藝人、歌手、舞者、創作歌手、模特兒，同時也是男子雙人偶像團體「ROIROM（ロイろむ）」的成員之一。

## 經歷
濱川路己出生於沖繩縣，從小就喜愛西洋音樂，在姐姐（前Chuning Candy成員・ゆうり，現為藝人濱川結琳）的影響下開始接觸歌唱與舞蹈。
14歲時因被星探挖掘而赴韓，經歷練習生生活。2023年11月，與同一間藝能事務所的西山智樹、本多大夢以「貓眼三兄弟」的團名一同參加中國選秀節目《亞洲超星團》，並在所有日本參賽者中取得最高排名。
2024年9月13日開始於Netflix上播出的timelesz project選秀節目中，他在初登場後即被譽為「驚人的候補生」，最終進入決賽。
於2025年5月8日正式宣布與本多大夢（同為timelesz project決賽成員）組成雙人音樂團體 ROIROM（ロイろむ），正式展開藝能活動。

## 出演

### 電視節目
- 《亞洲超星團》[5]（2023年，無綫電視與STAR China共同製作）
- 《timelesz project》[6]（2024年，Netflix）
- 《THE突破ファイル2時間スペシャル》[7]（2025年 5月 22日 晚上7點，日本電視台)

### 雜誌、電子媒體
- 『SPUR』（2025年5月8日、集英社・WEB版）[1]
- 『VoCE』7月號(2025年5月22日、講談社）[8](通常版、增刊、特別版)「SUPER PEOPLE」
- 『美的』8月号(2025年6月20日、集英社）[9]